# The Fortune Cookie
The Fortune Cookie is een Amerikaanse filmkomedie uit 1966 onder regie van Billy Wilder.

## Verhaal
Cameraman Harry Hinkle wordt tijdens de opnamen van een sportwedstrijd omvergelopen. Zijn zwager Willie Gingrich is een gewetenloze advocaat, die Harry's ontslag uit het ziekenhuis wil uitstellen, totdat diens verzekering een miljoen dollar uitkeert. Harry speelt tegen zijn zin het spelletje mee.

## Rolverdeling
| Acteur            | Personage              |
| ----------------- | ---------------------- |
| Jack Lemmon       | Harry Hinkle           |
| Walter Matthau    | Willie Gingrich        |
| Ron Rich          | Luther Jackson         |
| Judi West         | Sandy Hinkle           |
| Cliff Osmond      | Purkey                 |
| Lurene Tuttle     | Moeder Hinkle          |
| Harry Holcombe    | O'Brien                |
| Les Tremayne      | Thompson               |
| Lauren Gilbert    | Kincaid                |
| Marge Redmond     | Charlotte Gingrich     |
| Noam Pitlik       | Max                    |
| Harry Davis       | Dokter Krugman         |
| Ann Shoemaker     | Zuster Veronica        |
| Maryesther Denver | Verpleegster           |
| Ned Glass         | Dokter Schindler       |
| Sig Ruman         | Professor Winterhalter |